# کارملیتا جیتر
کارملیتا جیتر (انگلیسی: Carmelita Jeter؛ زادهٔ ۲۴ نوامبر ۱۹۷۹) یک دونده اهل ایالات متحده آمریکا است. از افتخارات وی میتوان به کسب مدال طلا ۴×۱۰۰ متر امدادی در بازی‌های المپیک تابستانی ۲۰۱۲ اشاره کرد.